# Edelstahl Krefeld
Edelstahl Krefeld (offiziell: Werkskampfgemeinschaft Edelstahl Krefeld e. V.) war ein Sportverein aus Krefeld. Die erste Fußballmannschaft nahm einmal am Tschammerpokal, dem Vorgänger des DFB-Pokals teil.

## Geschichte
Der Verein wurde im Jahre 1929 als Lehrwerkstätten Turn- und Spielverein Krefeld gegründet und noch im gleichen Jahr in Werkssportverein Deutsche Edelstahlwerke Krefeld umbenannt. Es handelte sich um einen Betriebssportverein der Deutschen Edelstahlwerke AG. Es folgten weitere Umbenennungen. 1934 wurde der Name Werkssportverein Edelstahl Krefeld angenommen, bevor drei Jahre später der Name in VfL Marathon Krefeld geändert wurde. Schon 1938 wurde daraus die Werkskampfgemeinschaft Edelstahl Krefeld, die vier Jahre später wieder den Namen VfL Marathon Krefeld annahm.
Die sportlichen Erfolge erreichte der Verein während des Zweiten Weltkrieges. Im Jahre 1940 qualifizierten sich die Krefelder für den Tschammerpokal. In der ersten Runde traf die Mannschaft auf den Gauligisten Rot-Weiss Essen und verloren nur knapp mit 3:4. In der Saison 1941/42 wurde die Mannschaft Meister seiner Bezirksklassenstaffel und erreichte damit die Aufstiegsrunde zur seinerzeit erstklassigen Gauliga Niederrhein. Mit einem Punkt Rückstand auf den Lokalrivalen Union Krefeld wurde Werkskampfgemeinschaft Zweiter und verpasste den Aufstieg in die höchste Spielklasse.
1945 wurden alle Krefelder Sportverein aufgelöst. Der VfL Marathon erhielt als Betriebssportverein keine Zulassung zur Neugründung. Als Konsequenz bildeten die Mitglieder ab dem 5. Dezember 1945 gemeinsam mit dem CSV 1910 Krefeld eine Spielgemeinschaft. Im Jahre 1950 spaltete sich ein neuer Verein namens VfL Marathon Krefeld vom CSV ab, dem sich die SG Rot-Weiß Krefeld anschloss. Am 19. Oktober 1951 fusionierte der neue VfL Marathon mit dem CSV Krefeld zum CSV Marathon Krefeld.